# Diadegma albicinctum
Diadegma albicinctum är en stekelart som beskrevs av Walley 1967. Diadegma albicinctum ingår i släktet Diadegma och familjen brokparasitsteklar. Inga underarter finns listade i Catalogue of Life.